# Idioma nabesna
El idioma nabesna o atabascano del alto Tanana es una lengua atabascana que forma parte de la familia lingüística na-dené. Se encuentra en alto peligro de desaparecer, pues en el año 2000 contaba únicamente con 20 hablantes en Canadá y Estados Unidos. 

## Denominación
En inglés esta lengua es llamada upper Tanana, por lo que en español podría ser traducido incorrectamente como alto tanana si no se tiene en cuenta que la oración se refiere a la lengua que se habla en la cuenca alta del río Tanana. Los hablantes llaman a su idioma nabesna.

## Distribución geográfica
El nabesna se habla en la región del alto río Tanana, del que toma su nombre en inglés, específicamente en las comunidades de Northway, Tetlin y Tok. Esta zona se encuentra en el oriente de Alaska. El censo de los Estados Unidos contabilizó en 2000 a 14 hablantes de esta lengua en su territorio, mientras que Ethnologue dice que había otros seis en Canadá. En 2007, la Encyclopedia of the World's endangered languages decía que la comunidad lingüística nabesna estaba formada por alrededor de un centenar de personas, sobre una población étnica de 300.